# Stefano Visi
Stefano Visi (Porto San Giorgio, 11 dicembre 1971) è un ex calciatore italiano, di ruolo portiere, preparatore dei portieri del Giulianova.

## Carriera

### Club
Cresciuto nella Sambenedettese, ha trascorso la propria carriera di calciatore per lo più in formazioni di Serie C1. Le prestazioni con la squadra di San Benedetto del Tronto in giovane età gli hanno permesso di ottenere un posto come riserva di Francesco Toldo nel vittorioso Europeo Under-21 del 1994.
In quel periodo avviene il fallimento della Sambenedettese, che è costretta a cedere il giocatore al Venezia, arriva così per Visi l'esordio in Serie B. Gioca altre due stagioni nella serie cadetta con Avellino e Pescara prima di tentare l'avventura estera con gli inglesi dello Sheffield United.
Al ritorno in Italia, dopo aver trascorso la seconda parte della stagione 1998-1999 nelle file del Padova, cambia varie volte casacca, passando per diverse squadre di Serie C e Serie D tra Abruzzo, Marche ed Umbria, tra le quali il Giulianova e la Sambenedettese. 
Nel 2011, dopo 3 stagioni alla Ternana in Lega Pro Prima Divisione (di cui le ultime due da capitano) non rinnova il contratto.
Ha così concluso la sua carriera agonistica.

### Nazionale
Il commissario tecnico dell'Under-21 Cesare Maldini lo schierò titolare per tutto il girone di qualificazione all'Europeo Under-21 del 1994, preferendolo a Francesco Toldo, che gli rubò il posto proprio nella fase finale del torneo continentale.
Ancor prima, nel 1993, con la Nazionale olimpica partecipò ai Giochi del Mediterraneo in Francia.
In totale con le Nazionali giovanili ha giocato dal 1992 al 1994 collezionando 19 convocazioni ed 8 presenze.

## Palmarès

### Giocatore

#### Club
- Coppa Italia Serie C: 1

Sambenedettese: 1991-1992
- Serie D: 1

Sambenedettese: 2000-2001

#### Nazionale
- Campionato d'Europa Under-21: 1

1994